# Maria Turtschaninoff
Maria Turtschaninoff, född 21 februari 1977 i Helsingfors, är en finlandssvensk författare. Hon har publicerat flera prisbelönta ungdomsromaner i fantasygenren och en hyllad roman för en vuxen läsekrets i form av en släktkrönika som sträcker sig över flera sekler.

## Biografi
Maria Turtschaninoff föddes 1977 i Helsingfors som dotter till journalisterna Peter Turtschaninoff och Christine Saarukka. Föräldrarna separerade tidigt och Maria Turtschaninoff bodde hos modern under hela sin uppväxt. Turtschaninoff flyttade som 19-åring till Göteborg för studier i humanekologi, engelska och journalistik. År 2000 avlade hon examen som filosofie magister i humanekologi. Hon flyttade därefter tillbaka till Finland och arbetade som redaktör på radiokanalen Vega med fokus på program om matkultur och matlagning. Turtschaninoff är bosatt i Karis med sin familj.

## Författarskap
Maria Turtschaninoff har skrivit sedan barndomen och närde tidigt en förhoppning att bli författare. Hennes första publicerade bok 2006, Min mat och mammas, är en kokbok som hon skrev tillsammans med sin mor Christine Saarukka.  
De följande åren publicerade hon ett antal ungdomsromaner i fantasygenren. En viktig inspirationskälla är enligt författaren Ursula K Le Guin. Huvudpersonerna är unga kvinnor som står inför olika utmaningar och rustas med krafter utöver det normala. Romanerna i Maresitrilogin kan uppfattas som allegorier för hederskultur. Författaren menar att fantasylitteratur av tradition innehåller allegori och politik men att de tre romanerna framför allt handlar om vårt förhållande till döden och om kunskapens kraft. Trilogin har nått internationell framgång och jämförelser har gjorts med Margaret Atwoods The Handmaid’s tale och Ursula Le Guins Earthsea-svit. Författaren har tilldelats flera priser för sina ungdomsromaner och även för romanen Arvejord. Hennes böcker är översatta till flera språk.

### Fantasy för ungdom
2007 kom ungdomsboken De ännu inte valda. Två styvsyskon bor tillfälligt hos en faster som är författare och de dras in i en sagovärld. I Arra :legender från Lavora utspelas handlingen under medeltiden där flickan Arra föds i en fattig och kärlekslös familj och blir stum och utstött. Hon visar sig dock så småningom ha övernaturliga förmågor. Underfors är beteckningen på en stad som finns under den verkliga Helsingforsstadsdelen Kronogården och som bebos av allehanda sagoväsen. Tonåringen Alva lockas dit men vännen Joel följer efter för att rädda henne från trollens värld. Boken har beskrivits utgöra ett exempel på "urban fantasy"-litteratur. Anaché: Myter från akkade handlar om en ung nomadflicka som umgås med andar och som genom sin bror får kunskaper som annars är förbehållna stammens män. Tre böcker handlar om den unga kvinnan Maresi som på flykt undan svält hamnar på en ö med ett kloster som kommer att utgöra en tillflyktsort för kvinnor och flickor i utsatta lägen. Den andra boken i serien, Naondel,  är delvis fristående, handlar om de vuxna kvinnor som grundade klostret och utspelar sig under en längre tidsperiod. En recensent menar att den med sitt mörker och beskrivning av grymhet och sexuellt våld egentligen riktar sig till en vuxen läsekrets. Den tredje delen är utformad som en brevroman och skildrar hur Maresi efter flera år i klostermiljön återvänder till sin hembygd för att sprida kunskap om urmodern och vikten av att lära sig läsa, skriva och räkna vilket stöter på motstånd.

### Roman
Romanen Arvejord är författarens första för en vuxen läsekrets. Den är utformad som en krönika över den österbottniska gården Nevabacka och de som levt där under fyra sekler. Det är unga och gamla som strävar för att klara sin försörjning på vad gården ger, genom goda tider omväxlande med år av missväxt och krig. Den besjälade naturen, som stundtals hjälper men också straffar den som vill utnyttja den på fel sätt till exempel genom att utdika den stora, vilda mossen, skildras ingående och kärleksfullt. Det är "en berättelse om människan och hennes plats på jorden". Författaren har själv rötter i den delen av Finland och säger att det är hennes mest personliga bok. 2022 tilldelades författaren Svenska Yles litteraturpris för romanen.

### Dramatik (medförfattare Anna Simberg)
Månskensprinsen är en familjepjäs som utspelar sig i en fantasyvärld. Planerad urpremiär försenades av pandemin men pjäsen spelades vårvintern 2023 på Karelia i Ekenäs.

## Priser och utmärkelser
- 2010 – Svenska litteratursällskapets pris för fantasyromanen Arra: Legender från Lavora.[25]
- 2013 – Svenska litteratursällskapets pris för fantasyromanen Anaché: Myter från akkade.[26]
- 2014 – Finlandia Junior för romanen Maresi: Krönikor från röda klostret.
- 2014 – Svenska Yles litteraturpris för Maresi: Krönikor från röda klostret.[27]
- 2014 – Akademiska bokhandelns Skugg-Finlandiapris för Maresi: Krönikor från röda klostret.[28]
- 2017 – Svenska kulturfondens stora kulturpris.[29]
- 2019 – Kuvastaja-priset för årets bästa finländska fantasybok Breven från Maresi.[30]
- 2022 – Svenska Yles litteraturpris för romanen Arvejord.[31]
- 2023 – Tack för boken-medaljen för romanen Arvejord.[32]